# Trafic mortel
Pour plus de détails, voir Fiche technique et Distribution.
Trafic mortel ou L'Empreinte de la vengeance (titre original : The Shepherd: Border Patrol) est un film américain réalisé par Isaac Florentine, sorti en 2008.

## Synopsis
Un policier texan combat un ancien SEAL qui tente de développer un trafic de drogue entre le Mexique et les États-Unis.

## Fiche technique
- Titre original : The Shepherd: Border Patrol
- Titre britannique : The Shepherd
- Titre français : Trafic mortel ou L'Empreinte de la vengeance
- Réalisation : Isaac Florentine
- Scénario : Cade Courtley et Joe Gayton
- Photographie : Douglas Milsome
- Montage : Irit Raz
- Musique : Mark Sayfritz
- Décors : Pier Luigi Basile
- Costumes : Elvis Davis
- Casting : Illana Diamant, Sue Jones
- Producteurs : Moshe Diamant, Gilbert Dumontet, Bryan Brucks
- Producteurs exécutifs : Avi Lerner, Kathy Brayton
- Producteurs associés : Peter Nelson, James Portolese
- Société de production : Sony Pictures Home Entertainment
- Format : Couleur — 35 mm — 1,85:1 — Son : Dolby Digital
- Genre : Film policier, Film d'action, Thriller
- Durée : 95 minutes (1 h 35)
- Dates de sortie :
  -  États-Unis : 4 mars 2008 en vidéo
  -  France : 4 juin 2008 en vidéo

## Distribution
- Jean-Claude Van Damme (VF : Patrice Baudrier) : Jack Robideaux
- Stephen Lord (en) (VF : Serge Faliu) : Benjamin Meyers
- Natalie J. Robb (VF : Vanina Pradier) : le capitaine Ramona Garcia
- Gary McDonald : Billy Pawnell
- Daniel Perrone : Felix Nestor
- Scott Adkins (VF : Pascal Casanova) : Karp
- Andrée Bernard : Lexxie
- Miles Anderson : Arthur Pennigton
- Todd Jensen : Wray
- Phil McKee : Jed
- Dian Hristov : Stanton
- Sava Dragunchev : Flaco
- Bianca Van Varenberg : Kassie Robideaux

 Source et légende : version française (VF) sur RS Doublage et selon le carton du doublage français sur le DVD zone 2.

## À noter
- Bianca Van Varenberg est la fille de Jean-Claude Van Damme.